# Sitio de El Cairo
El sitio de El Cairo, también conocido como la campaña de El Cairo, fue un asedio que tuvo lugar durante las guerras revolucionarias francesas, entre franceses y británicos con fuerzas otomanas y fue la penúltima acción de la Campaña de Egipto. El comandante británico John Hely-Hutchinson avanzó a El Cairo, donde llegó después de algunas escaramuzas a mediados de junio. Junto con una considerable fuerza otomana, Hutchinson asedió El Cairo y el 27 de junio la guarnición francesa rodeada de 13 000 hombres bajo el mando del general Augustin-Daniel Belliard, superada en personal y armamento, se rindió. Las tropas francesas restantes en Egipto bajo Jacques-François Menou desanimadas por este fracaso, se retiraron a Alejandría.

## Antecedentes
Con la muerte del general Ralph Abercromby en la batalla de Canope, John Hely-Hutchinson sucedió como comandante de la fuerza británica en agosto. El 26 de abril, el mayor general Eyre Coote quedó al mando del ejército antes de Alejandría, mientras que Hutchinson llegó a Rosetta para presionar a casa las operaciones contra los franceses en el interior del país que conducen hacia El Cairo.
El navío británico de cincuenta cañones HMS Leopard bajo el mando del comodoro John Blankett ancló en la carretera de Suez el 21 de abril junto con tres fragatas y balandras y varios transportes. Las tropas nativas contratadas de la Compañía de las Indias Orientales de Bombay, que ascendían a unos 6000, debían apoyar a los desembarcados en la costa. El 22 al amanecer, un oficial y un grupo del 86.º Regimiento de Infantería desembarcaron del Leopard y tomaron posesión de la ciudad de Suez que la guarnición francesa había evacuado previamente. A las 8 de la mañana, la Union Jack británica fue izada en tierra y luego los transportes desembarcaron sus tropas. Poco después consolidaron sus ganancias y establecieron el campamento mientras llegaba el resto de la fuerza.
El 5 de mayo, Hutchinson, ahora con 8000 soldados británicos, marchó a lo largo de las orillas del Nilo hacia la posición del general Lagrange en El Aft, acompañado en el río por una división de cañoneras británicas y otomanas. Mientras tanto, Sir William Sidney Smith en el HMS Tigre con el comandante James Hillyar esperaban la llegada del contraalmirante Joseph Antoine Ganteaume a la costa en apoyo de las fuerzas terrestres francesas. El escuadrón francés bajo Gantheaume que consistía en cuatro barcos de línea: una fragata, una corbeta y cinco transportes había estado frente a la costa durante algunos días. Los hombres de guerra tenían entre tres y cuatro mil soldados a bordo. sin embargo, Gantheaume, temiendo la aproximación de los barcos de Sídney que lo buscaban, cortó sus cables y se hizo a la mar. Los cinco transportes estaban vacíos de tropas que habían sido transferidas a los barcos. pero los únicos ocupantes eran muchos civiles fueron tomados por los barcos de Sídney el día 7 y llevados a la bahía de Abu Qir. Los británicos tomaron todas las provisiones y provisiones a bordo de los transportes y con la retirada de su flota los franceses abandonaron El Aft y se retiraron hacia El Rahmaniya el 7 de mayo. En la misma noche, las tropas aliadas entraron en El Aft y así comenzó la campaña de El Cairo.

## Campaña de El Cairo
El 9 de mayo, la fuerza británica avanzó a Er-Rahmaniyeh, donde el general francés Lagrange había tomado el puesto con la intención de mantenerse firme. A las 10 de la mañana, los Royal Marines y los marineros bajo el mando del capitán Curry con cuatro barcos y tres lanchas armadas comenzaron un ataque contra los fuertes franceses en Er-Rahmaniyeh y a las 4 de la tarde fueron apoyados por cañoneras otomanas y pronto los franceses hicieron una retirada general hacia El Cairo dejando en el fuerte a 110 de sus enfermos y heridos. Un destacamento francés de cincuenta jinetes de Alejandría fueron tomados al mismo tiempo y con esto fueron efectivamente cortados con toda comunicación entre allí y el interior de Egipto; Las fuerzas aliadas sufrieron sólo cinco muertos y 26 heridos.
La fuerza británica el día 14 continuó su marcha hacia la capital de Egipto y en su camino capturó un buque armado francés y dieciséis falucas que transportaban vino, brandy y ropa listados como alrededor de £ 5000 en libras esterlinas y 150 tropas junto con piezas pesadas de artillería que se dirigían desde El Cairo a Er-Rahmaniyeh. Habiendo entrado en el Nilo por un canal que une las ramas Damieta y Rosetta, el comandante francés no tenía conocimiento de las recientes derrotas francesas.

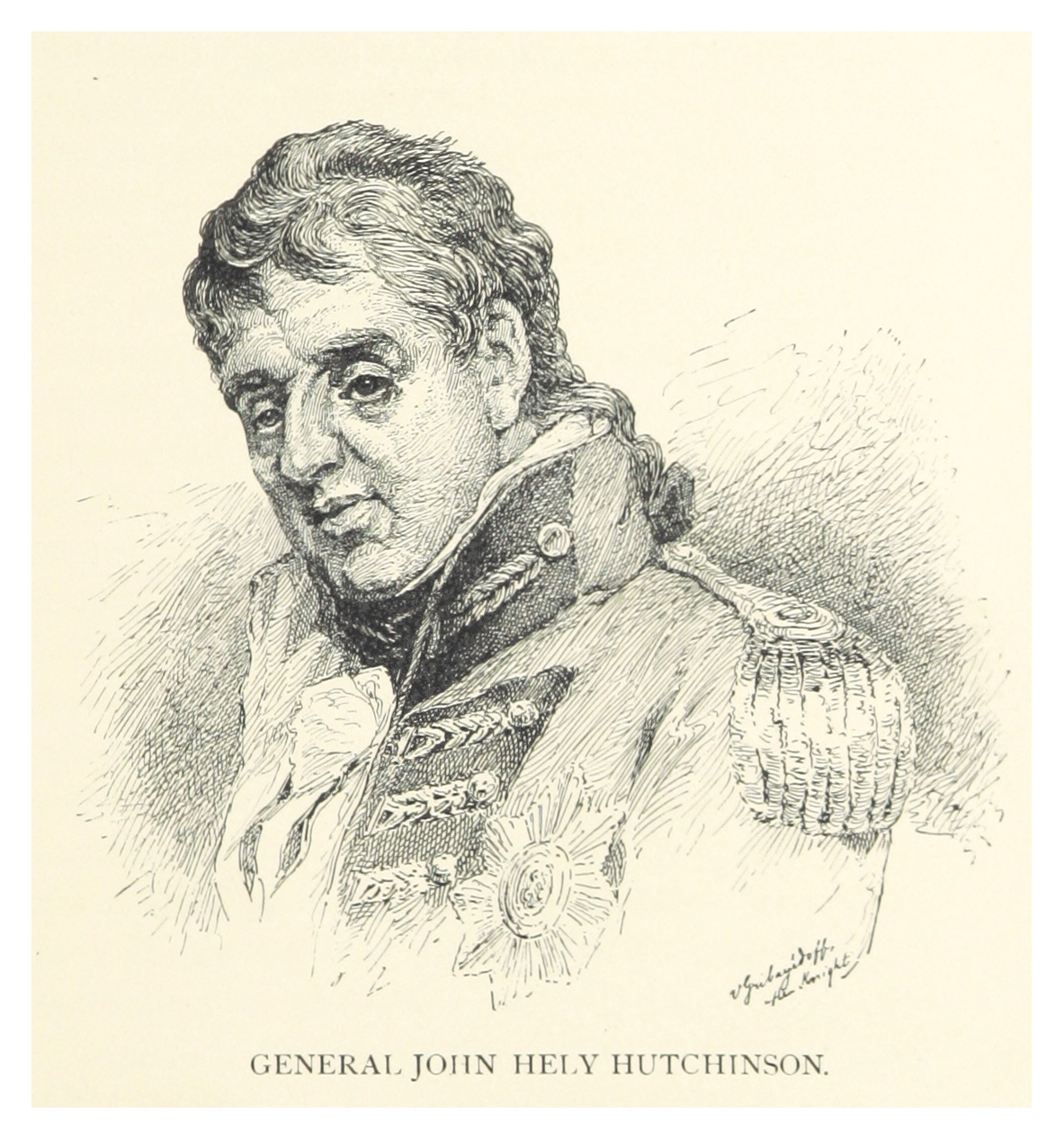
Retrato del general Hely-Hutchinson

El día 17, una división de caballería e infantería bajo el mando del general de brigada Doyle, después de haber recibido información de los árabes locales, interceptó un cuerpo de 550 camellos escoltados por 560 soldados franceses que partían de Alejandría cuando habían partido el 14 hacia el Egipto Medio para asegurar provisiones. La caballería francesa hizo una carga cansada, pero fueron alcanzados por un grupo de dragones británicos y se rindieron en términos honorables. La pequeña guarnición de unos 200 del fuerte de Ra's al-Bar en la rama Damietta del Nilo fue investida el mismo día en el lado terrestre por una flotilla de cañones británicos y cañoneras otomanas y cerca de la desembocadura del Damieta. Al ver esto, los franceses abandonaron el puesto y se retiraron a Puerto Saíd; las dos guarniciones que sumaban un total de 700 hombres también fueron evacuadas y embarcadas a bordo de cinco pequeñas embarcaciones con la esperanza de poder llegar al puerto de Alejandría. Sin embargo, cuatro de estos barcos fueron capturados y llevados a la bahía de Abu Qir, y solo uno escapó a la costa de Italia. El 6 de junio, el coronel Lloyd, con su destacamento del 86.º Regimiento de unos 150 hombres, se dispuso a marchar a través del desierto hasta El Cairo a una distancia por una ruta destinada a ser tomada para evitar encontrarse con una fuerza superior. Para el día 10, estos hombres se unieron al destacamento del coronel John Stuart que se uniría al ejército de Yusuf Pasha (el Gran Visir) en la orilla derecha del Nilo. Hutchinson se movió unas tres millas por delante de la aldea de Saael el día 14 y dos días más tarde avanzó a una posición justo fuera del alcance de las obras francesas. El mismo día se le unieron el 28º Regimiento de Infantería y el 42º Regimiento de Infantería que habían marchado desde el campamento antes de Alejandría en doce días. Mientras tanto, las 320 tropas bajo Stewart y Lloyd con el Gran Visir se movieron a una posición paralela y llegaron el 20 de junio a Imbābah, un pueblo a pocos kilómetros de la fortaleza de Guiza frente a El Cairo a orillas del Nilo. Aquí estaban justo enfrente de El Cairo y en el que Belliard había estacionado su gran guarnición.
Hutchinson hizo otro movimiento el día 21 e invirtió la ciudad de Guiza con la fuerza anglo-otomana acampada cerca de las obras avanzadas francesas al otro lado del río. Para entonces, la fuerza que sitiaba El Cairo había aumentado a 20 000 hombres. Una carta importante había sido encontrada en el bolsillo de un general francés llamado Roize que murió en la acción en la batalla de Alejandría. La carta escrita por Menou expresaba el temor de que los británicos cortaran el terraplén que formaba el canal de Alejandría y, por lo tanto, dejaran que las aguas del mar entraran en el lago Mariout, cortando cualquier posibilidad de escape para los franceses. Esto fue hecho posteriormente por los ingenieros y el agua se precipitó para inundar el área y hacer que el canal fuera inutilizable y hacer que los franceses no tuvieran ninguna ruta de escape. Algunas escaramuzas leves tuvieron lugar por la noche en ambas orillas del Nilo, donde los mamelucos obligaron a retroceder una salida francesa. El día 22 se hicieron preparativos para sitiar El Cairo y sus diferentes fuertes por las fuerzas aliadas.
Belliard se encontró rodeado por todos lados su comunicación con la parte interior del país completamente cortada y sin esperanzas de alivio envió una bandera de tregua a Hutchinson el 22 de junio solicitando que aceptara una conferencia. En esto se acordó para los franceses la evacuación de El Cairo y sus dependencias.

## Consecuencias
La conferencia continuó hasta el 28 cuando se firmó la rendición de El Cairo por los franceses y se les permitió diecisiete días para la evacuación final. Según los términos del tratado, las tropas francesas, de las cuales había 8000 hombres con otros 5000 enfermos o convalecencia, debían ser transportadas a un puerto de Francia. El general John Moore los escoltó a la costa a través de Rosetta. En la tarde del 28, los británicos y los otomanos tomaron posesión de Guiza y El Cairo, donde los colores británico y turco fueron izados conjuntamente.
La última división de las tropas francesas tomadas prisioneras en El Cairo y en otros lugares zarpó el 10 de agosto de la bahía de Abu qir y Hutchinson llegó de El Cairo a su cuartel general antes de Alejandría. El artículo 12 del tratado de capitulación dejó claro que cualquier habitante de Egipto, cualquiera que sea su religión, sería libre de seguir al ejército francés. Como resultado, muchos soldados egipcios emigraron y formaron los Mamelucos de la Guardia Imperial.
Se tomaron medidas inmediatas para reducir el último bastión de los franceses en Egipto y así lograr el objetivo final de la expedición. Hutchinson, con El Cairo fuera del camino, comenzó ahora la reducción final de Alejandría: entre el 10 y el 15 de junio, las dos divisiones partieron su marcha a través del desierto y el 30 llegó a las orillas del Nilo.
Pronto llegaron a Alejandría e invirtieron el lugar y después de un asedio entre el 17 de agosto y el 2 de septiembre de 1801, los franceses volvieron a capitular y con ello la colección final de tropas francesas en el Medio Oriente.